# Transfermarkt
Transfermarkt – strona internetowa, poświęcona tematyce piłkarskiej.

## Historia
Witryna została uruchomiona w maju 2000 r. przez Matthiasa Seidla. We wrześniu 2001 r. utworzono w jej ramach bazę zawierającą dane o zawodnikach, trenerach i rozgrywkach piłkarskich. Bazę tę zbudowała społeczność internetowa i jest ona przez nią utrzymywana oraz rozszerzana do dziś. We wrześniu 2008 r. wydawnictwo Axel Springer SE przejęło 51% udziałów w portalu (a wraz z nią utworzoną bezpłatnie przez społeczność bazę danych), zaś Matthiasowi Seidlowi pozostało 49% udziałów.
1 lutego 2019 strona została udostępniona w domenach 11 państw: Niemiec, Austrii, Szwajcarii, Włoch, Turcji, Polski (od października 2012 r.), Hiszpanii, Wielkiej Brytanii, Holandii, Portugalii i Rosji oraz w 9 wersjach językowych.

## Zawartość strony
Na stronie zawarte są m.in. informacje o najważniejszych wydarzeniach w świecie piłki nożnej, transferach piłkarzy i ich wartościach rynkowych. Znajdują się tam również wyniki meczów i baza danych większości klubów piłkarskich danego państwa.

## Statystyki
Według informatora dla mediów IVW, transfermarkt jest w wśród 25 najczęściej odwiedzanych stron internetowych w Niemczech. W styczniu 2013 r. strona zdobyła 33,7 mln odwiedzin i tym samym została pierwszą pod względem popularności stroną sportową w Niemczech. W 2021 r. witryna miała 39 milionów unikalnych użytkowników miesięcznie i 680 000 zarejestrowanych użytkowników.